# Arthur Gore
Arthur William Charles Wentworth Gore (1868. január 2. – 1928. december 1.) brit teniszező, kétszeres olimpiai bajnok, egyéniben háromszoros, párosban egyszeres wimbledoni győztes.
2006-ban beválasztották az International Tennis Hall of Fame (Teniszhírességek Csarnoka) tagjai közé.

## Pályafutása
Két aranyérmet szerzett a Londonban rendezett, 1908. évi nyári olimpiai játékokon, mindkettőt a fedett pályás versenyeken. Megnyerte az egyéni versenyt, miután a döntőben legyőzte honfitársát, George Caridiát. A páros küzdelmeken Herbert Barrett társaként lett bajnok. Három alkalommal nyerte meg egyéniben a Wimbledoni teniszbajnokságot, és további öt alkalommal döntőt játszott.

## Főbb sikerei
- Wimbledoni teniszbajnokság
  - Egyéni bajnok: 1901, 1908, 1909
  - Egyéni döntős: 1899, 1902, 1907, 1910, 1912
  - Páros bajnok: 1909
  - Páros döntős: 1908, 1910